# Православ'я в Чехії
Православ'я в Чехії представлено двома єпархіями (Празька й Оломоуцько-Брнєнська) Православної церкви в чеських землях і в Словаччині, трьома єпископами, 89 парафіями і 6 монастирями, Вірменською апостольською церквою, Російською православною церквою та трьома місіями різних закордонних православних Церков. Історія християнства на території сучасної Чехії починається у 9 столітті, коли тут були із політичною місією Святі Кирило і Мефодій. Згодом ці землі підпорядковувалися Римо-католицькій церкві, і лише в 19 стол. почали виникати перші сучасні православні парафії (Російської православної церкви).

## Історія

### Місія святих Кирила і Мефодія
Початок християнства на території Чехії, Моравії та Словаччини сходить до першої половини 9 століття, коли на ці землі прийшли проповідники з Греції, Валахії та Німеччини. Успіху проповіді перешкоджало те, що місіонери діяли розрізнено і здійснювали богослужіння не на слов'янській мові, а по-грецькому і на латині. До того ж німецька місія загрожувала незалежності Моравської держави.
У 862 році святий Ростислав, князь Моравський (846-870) після ради зі своїми вельможами (жупанами) і народом відправив посольство до візантійського імператора Михаїла III з проханням надіслати у Моравію такого проповідника, який би навчав народ на рідній мові. За порадою святителя Фотія, патріарха Константинопольського для цієї справи були обрані вчені брати Кирило (Костянтин) і Мефодій. У 863 році святі брати прибули до Моравії. Їхня місіонерська діяльність простягалася на територію сучасних Чехії та Словаччини. Ними була створена слов'янська азбука, перекладені на слов'янську мову Святе Письмо, богослужбові та канонічні книги Східної Церкви. Все це сприяло масовому хрещення народу. Своїх учнів, підготовлених до священицької хіротонії, святі брати планували відправити на посвячення до Константинополя. Однак політична нестабільність у Візантійській імперії не дозволила їм отримати звідти своєчасну підтримку.
Активна місіонерська діяльність слов'янських просвітителів викликала протидію з боку німецького кліру, підтримуваного частиною місцевих феодалів. Святі брати були звинувачені в єресі.
У 867 році Костянтин і Мефодій відправилися в Рим. Тут вони були урочисто зустрінуті папою Адріаном II (867-872). Брати привезли з собою мощі святого Климента Римського, які були покладені в Римі в храмі, побудованому на честь цього святителя. 14 лютого 869 року в Римі помер Костянтин, який був похований в базиліці святого Климента. Перед смертю він прийняв чернечий постриг з іменем Кирило.
Святий Мефодій і слов'янські учні святого Кирила були висвячені в священні ступені папою Адріаном і відправлені у Паннонію на прохання місцевого князя Коцела Блатенского. Незабаром на прохання того ж князя святий Мефодій був поставлений на єпископа Паннонського. Паннонія була вилучена з влади баварських єпископів латинського обряду і безпосередньо підпорядкована Риму. Це викликало невдоволення німецького кліру і феодалів, які, взявши Мефодія під варту, відправили його до в'язниці у Швабії. Святитель вийшов на волю лише через два з половиною роки.
Після цього святий Мефодій знову був відправлений до Моравії Папою Іоанном VIII. Тут при владі перебував князь Святополк, племінник святого Ростислава, який скинув свого дядька з престолу. Святий Ростислав був осліплений і посаджений німецькими князями у в'язницю, де й помер. Проте незабаром Святополк порвав з німцями і став підтримувати слов'янське богослужіння. При його заступництві святий Мефодій продовжив місіонерські праці свого брата. Святий багато подорожував по Велокоморавській державі, хрестив народ і ставив священиків із слов'ян. Так, наприклад, близько 874 року ним були хрещені князь чехів Боривой, його дружина Людмила та двоє їхніх синів. Мефодій провів у Чехії близько року, освятивши тут перші християнські храми й поставивши для чехів кілька священиків. 6 квітня 885 року святий Мефодій помер. Його слов'янські учні були вигнані із Великої Моравії. Святі Климент, Наум і Ангелар пішли на південь до Македонії, Болгарії і Сербії; святий Сава в межі сучасного Закарпаття, а святий Горазд у Київську Русь.
Слов'янське богослужіння зберігалося у Чехії до початку 12 століття, а у Східній Словаччині не переривалося ніколи.
Після вигнання святого Мефодія і його учнів наприкінці 9 століття пам'ять про їхню місію у Чеських землях знищена не була. Тут завжди залишалося прагнення до відродження слов'янського богослужіння.

### Східний обряд у Римо-католицькій церкві
У 1346 моравський граф (згодом чеський король і імператор Священної Римської імперії) Карл IV звернувся до Папи Римського Климента IX з проханням про дозвіл здійснювати у різних місцях Чеського королівства слов'янське богослужіння. Папа висловився проти цієї ідеї, але, виходячи з конкретної ситуації і завдяки особистій дружбі з Карлом, дав згоду на відкриття у Празі Емауського монастиря, в який були поселені ченці з Хорватії, що підкорялись Римському престолу і здійснювали богослужіння слов'янською мовою. Монастир був відкритий у 1347 році і отримав назву «На Слованех». Він відігравав особливу роль у духовному житті чехів 14-15 століть.

### Гуситська церква і Православ'я
Прагнення до відродження слов'янського богослужіння призвело на початку 15 століття до гуситських війн. Після страти Яна Гуса в Констанці у 1415 році, Чехія вийшла з покори Римо-католицької церкви і стала першою країною некатолицькі Західної Європи.
Відомо, що гусити шукали союзу із Православною церквою. У 1451-1453 роках у Константинополі велися переговори про можливість возз'єднання чеських "утраквістів" (або "подобоїв", тобто гуситів, які ратували за причащання під обома видами) з Православною церквою. У 1451 році Константинополь відвідав« благочестивий ієрей» Костянтин Ангеліка, що представив від імені чехів «Книгу віри». Сповідання гуситів було визнано цілком православним і Константинополь обіцяв прислати до Чехії православне духовенство. Завоювання Константинополя турками у 1453 році перервало розпочаті переговори. Гуситський рух став після цього розвиватиметься у бік радикального розриву з церковною традицією і в 16 столітті увійшов у союз із німецькими протестантами.

### Перші православні вірні
Перші сучасні православні після розколу з Римською церквою з'явилися у Чехії завдяки сербам, словакам та українцям.
У революційному 1848 році у Празі відбувся Слов'янський з'їзд, під час роботи якого 4 червня сербський священик Павло Стоматович з дияконом Никанором Гружічем звершив Божественну літургію на церковнослов'янській мові перед кам'яною скульптурою святого Вацлава (В'ячеслава) у Новому Місті у Празі (територія нинішнього Вацлавського майдану). Під час цієї Літургії підносилися молитви про духовне пробудження слов'янських народів.
У 1870 році після Першого Ватиканського собору група чехів із 12 осіб звернулася до петербурзького митрополита Ісідора з проханням возз'єднати їх з Православною церквою. Чин приєднання був здійснений в Олександро-Невському соборі Санкт-Петербурга у свято Покрови Пресвятої Богородиці у 1870 році.

### Православні храми Російської православної церкви
На початку 1860 років Празький магістрат запропонував передати Російській православній церкві порожній костел Святого Миколая (чеськ. Св. Мікулаша) на Старомістській площі, що раніше належав ордену слов'янських бенедиктинців. У 1874 році відбулося освячення цього храму, після чого тут регулярно здійснювалися православні богослужіння, хоча і з деякими обмеженнями (заборонялося вивішувати на стінах храму оголошення про час богослужіння і здійснювати на площі хресні ходи). Наявність православного храму у центрі чеської столиці сприяла знайомству із Православ'ям етнічних чехів. Наприкінці 19 століття - на початку 20 століття були також відкриті храми у Франтішкових Лазнях, Карлових Варах і Маріанських Лазнях.

### Православні чехи
У 1867 році на Волині на пільгових умовах була заснована чеська землеробська громада. До початку 20 століття сюди переселилося близько 30 тисяч чехів, з них 27 тисяч прийняли Православ'я. Деякі з них, повернувшись у Чехію, залишилися православними.
У 1903 році у Празі було створено товариство "Православна бесіда", що включало в себе 27 членів. На основі цього неполітичного союзу планувалося створити в майбутньому православний прихід. Австрійська влада розцінювала інтерес до Православ'я як політичну неблагонадійність, що могла перейти в "панславізм" і "москвофільство", і тому кожен випадок переходу у Православ'я розслідувала поліція.
У 1905 році Православ'я прийняли 104 чеських старокатоликів, значною мірою завдяки Російській православній церкві. За переписом 1910 року в землях Австро-Угорщини на Чехії налічувалося 1063 православних.

### Переслідування під час Першої світової
Після початку Першої світової війни австрійська влада почали переслідування чеських та моравських православних. Храм святого Мікулаша у Празі був віднятий у Православної церкви.[джерело?] Російський священик Миколай Рижков, який служив настоятелем храму, у 1917 році був засуджений до смертної кари за звинуваченням у державній зраді. Цей вирок не був приведений у виконання тільки тому, що Російський уряд погодився обміняти о. Ніколая на греко-католицького митрополита Андрія (Шептицького), що був ув'язнений і вивезений до Суздаля царською владою після взяття російською армією Львова. Отримавши свободу, отець Миколай Рижков виїхав до Петрограда, де і помер у 1920 році.

## Чеська православна єпархія
Докладніше: Празька єпархія та Православна церква в чеських землях і в Словаччині

### Чеська православна єпархія
В першій половині 19 стол. розпочалося відродження національної Чехословацької гуситської церкви, яка спершу також прагнула поєднання з деякими православними течіями. Згодом більша частина національної гуситської церкви пішла шляхом самоізоляції і відмови від апостольської спадкоємності. Після переговорів із Сербським патріархатом був руколопожений католицький єпископ Святий Ґоразд II. (Матєй Павлік).
У 1921 році єпископ Святий Ґоразд II. із меншістю створив та очолив нову Чеську православну єпархію у юрисдикції Сербської православної церкви, до якої увійшла частина національної Чехословацької гуситської церкви. Під час Другої світової він був вбитий нацистами, чеські православні зазнали жорстоких переслідувань. Представників РПЦ тутешня влада не чіпали. Після Другої світової війни чеські православні разом із російськими емігрантами змушені перейти під юрисдикцію Московського патріархату від якого у 1951 році отримали автокефалію. Автокефалія була визнана Вселенським патріархатом у 1998 році.

### Юрисдикція Константинопольського патріархату
У 1923 році у Стамбулі був рукоположений єпископ Празький Савватій (Антонін Їндржіх Врабець). Його юрисдикція діяла паралельно з юрисдикцією Сербської, а згодом РПЦ. Він помер у 1959 році після чого ця юрисдикція припинила існування.

### Автокефальна церква
Після війни Чеська православна єпархія, як і юрисдикція російських емігрантів, перейшли до Московського патріархату, де у 1951 році отримали автокефалію. Першим предстоятелем був Єлевферій (Воронцов). Однак акт проголошення автокефалії Чехословацької церкви не був визнаний Константинопольським патріархатом, який продовжував вважати її автономною у своєму підпорядкуванні.
Після краху комуністичної системи до кінця 1992 року став очевидним швидкий розпад Чехословацької федеративної республіки на дві незалежні держави. У зв'язку з цим Помісний собор Чехословацької православної церкви, що проходив 11-12 грудня в Пряшеві, висловився за збереження єдиної автокефальної Церкви, що розповсюджує свою юрисдикцію на територію двох незалежних держав. Однак, згідно з новою політичною ситуацією, було ухвалено рішення про зміну офіційного найменування Церкви. Відтепер вона стала називатися «Православна Церква у Чеських землях і Словаччині». Був прийнятий новий Статут Церкви, за яким єдина Митрополича рада була розділена на два самостійних органи - Митрополича рада Чеських земель у Празі і Митрополича рада Словаччини в Пряшеві. Предстоятелем Церкви відтепер міг бути обраний як архієпископ Празький, так і архієпископ Пряшівський. Єдиними для всієї Церкви залишилися Священний Синод і Помісний Собор. Пряшівський собор 1992 року ухвалив рішення про канонізацію моравського князя Ростислава, ініціатора Кирило-Мефодіївської місії серед слов'ян. Урочистості з нагоди канонізації проходили 29-30 жовтня 1994 у Пряшеві і Брно.
1 січня 1993 Чехословацька Республіка розділилася[джерело?] на дві держави - Чехію і Словаччину, на територію яких поширюється канонічна влада єдиної Помісної Церкви.
27 серпня 1998 Константинопольським патріархом Варфоломієм був виданий "Патріарший і Синодальний Томос[джерело?] про дарування автокефалії святої Православної Церкви у Чеських землях і Словаччині", який розглядається сучасними чеськими каноністами як акт визнання Константинополем автокефалії, отриманої у 1951 році від Російської православної церкви.

## Сучасний стан православ'я в Чехії
Станом на 1 січня 2019 року в Чехії зареєстровані Міністерством Культури Чеської Республіки та фінансуються з державного бюджету дві помісні православні Церкви та одна Стара православна церква. Офіційна назва першої "Православна церква в чеських землях" (чеськ. Pravoslavná církev v českých zemích), другої "Російська православна церква, подвір'я патріарха московського та всієї Русі в Чеській Республіці" (чеськ. Ruská pravoslavná církev, podvorje patriarchy moskevského a celé Rusi v České republice), третьої Старої православної церкви "Церква Святого Григорія Просвітителя" (чеськ. Církev Svatého Řehoře Osvětitele). Також в Чехії, зокрема в Празі та Карлових Варах, діють парафії РПЦ зі статусом ставропігії.

### Православна церква в чеських землях та в Словаччині
Чеське Православ'я на території Чехії представлено двома єпархіями Православної церкви в чеських землях та в Словаччині: Празькою та Оломоуцько-Брнєнською.
Очільником Православної церкви в чеських землях та в Словаччині є Його Блаженість Ростислав (Ондрей Ґонт), архієпископ пряшівський, митрополит чеських земель та Словаччини.
Предстоятелем Празької православної єпархії є Його Високопреосвященство Михаїл (Міхал Дандар), архієпископ Празький та Чеських земель. Оломоуцько-брненську єпархію Православної церкви в чеських землях та в Словаччині очолює Сімеон (Радівой Яковлевич), а єпископ Шумперкський Ісаія (Сланінка) є його вікарієм, арцибіскупом бероунським є чеський православний єпископ Йоаким (Роман Грди).
На території Чехії діють 82[джерело?] парафії, а православних віруючих налічується 23 тисячі осіб.[джерело?] Кафедральним собором Празької єпархії і основним православним храмом Чехії є Собор святих Кирила і Мефодія. Згідно з даними останнього перепису населення в Чехії, загальна кількість прихожан вірних чеському православ'ю становила 20 тис. 533 осіб.

### Армянська апостольська церква
Стара православна церква в Чехії офіційно зареєстрована під назвою як Церква Святого Григорія Просвітителя (чеськ. Církev Svatého Řehoře Osvětitele).
Церква на території Чеської Республіки належить до стародавніх Східних Церков, які також зустрічаються в літературі під назвами Старо-Східна Церква, Стара Православна Церкв, і є групою християнських стародавніх автономних Церков Близького Сходу, що походять з христологічних суперечок 5-7. століття. Приблизно 300, за деякими іншими підрахунками до 800 православних є вірними Армянській апостольській церкві в Чехії.

### Російська православна церква, подвір'я патріарха московського та всієї Русі в Чеській Республіці
Помісна друга православна Церква, яку офіційно зареєструвало 26 травня 2007 року Міністерство культури Чеської Республіки як окрему нову Церкву, активно діє по всій території Чехії й є керівним елементом, яким РПЦ контролює Православну церкву в чеських землях та в Словаччині. Згідно з даними останнього перепису населення в Чехії, загальна кількість прихожан Церкви становила 5 тис. 817 осіб.

### Незареєстровані православні церкви
Чеська православна церква (чеськ. Česká ortodoxní církev), відмовлено у реєстрації 17.9.2014;
Чеська православна церква (чеськ. Česká pravoslavná církev), відмовлено у реєстрації 20.7.2015.
На території Чехії практично відсутні неканонічні церкви. Є відомості лише про одну парафію та місію грецької старостильної юрисдикції "Священний синод супротивних".  Далі в Чехії офіційно зареєстровані юридично як асоціації або як громадські православні громади, та активно діють три православні місії:

#### Моравська єпархіяГрецької православної старостильної церкви[8][9]
(чеськ. Řecká pravoslavná starostylní církev v České republice - Orthodoxia Christiana o. p. s.);

#### Місія Української Православної Церкви в Чеській Республіці
(чеськ. Misie Ukrajinské Pravoslavné Církve v České republice, z.s.);

#### Духовна місія Карпатської єпархії Української автокефальної православної церкви в Чеській Республіці
(чеськ. Duchovní mise Karpatské eparchie Ukrajinské autokefální pravoslavné církve v České republice,  z.s.);

#### Російська духовна місія в Чеській Республіці
(чеськ. Ruská duchovní mise v České republice, z.s.).

## Монастирі Православної церкви в чеських землях та в Словаччині
На офіційних сторінках празької єпархії вказано про існування Православного Монастиру Святого Вацлава та Святої Людмили в Лодєніці біля Бероуна, Монастиру Преображення Господнього в Тєшові біля Хеба та Монастиру Святого Миколая на Доубській горі біля Карлових Варів.
На офіційних сторінках Оломоуцько-брнєнської єпархії Православної церкви в чеських землях та в Словаччині оприлюднено:
- Чоловічий монастир Успіння Богородиці у Вілемові (чеськ. MONASTÝR ZESNUTÍ PŘESVATÉ BOHORODICE ve Vilémově);
- Чоловічий монастир Святого Мученика Ґоразда в Грубе Врбце (чеськ. MONASTÝR SVATÉHO MUČEDNÍKA GORAZDA v Hrubé Vrbce);
- Чоловічий монастир Святої Чеської Княгині Людмили (чеськ. MONASTÝR SVATÉ KNĚŽNY ČESKÉ LUDMILY).

## Собори Православної церкви в чеських землях та в Словаччині
- Кафедральний Собор святих Кирила і Мефодія (Прага)
- Кафедральний Собор святого Ґоразда (Оломоуц)